# Hypsugo ariel
Hypsugo ariel is een zoogdier uit de familie van de gladneuzen (Vespertilionidae). De wetenschappelijke naam van de soort werd voor het eerst geldig gepubliceerd door Thomas in 1904.

## Voorkomen
De soort komt voor in Egypte, Israël, Jordanië, de Palestijnse Autoriteit, Saoedi-Arabië, Soedan, Jemen.